# Priskos z Epiru
Priskos z Epiru (ur. ok. 305, zm. ok. 395) – grecki neoplatonik z IV wieku, nauczyciel i przyjaciel cesarza Juliana Apostaty.
Pochodził przypuszczalnie z Epiru, kształcił się w Pergamonie u neoplatonika Edezjusza, następnie wykładał w Atenach. W swoich naukach odwoływał się do myśli Jamblicha. Po przybyciu młodego Flawiusza Juliana do Aten został jego nauczycielem, następnie towarzyszył mu podczas kampanii galijskiej. Po obwołaniu Juliana cesarzem w 361 roku został jego doradcą. Towarzyszył władcy podczas podróży do Antiochii i wyprawy na Persję, był obecny przy jego śmierci.
Po śmierci Juliana osiadł w Antiochii. Za rządów Walensa został wraz z Maksymosem z Efezu oskarżony o uprawianie czarów i uwięziony, zdołał jednak uniknąć śmierci. Oczyszczony z zarzutów powrócił do Aten, gdzie do końca życia nauczał filozofii.